# 洪映早
洪 映早（ホン・ヨンジョ、홍영조、1982年5月22日 - ）は、朝鮮民主主義人民共和国出身のサッカー選手。ポジションはフォワード。

## 来歴
平壌の4・25体育団では2004年から2007年までの4シーズンで通算41ゴールを記録。2007-08シーズンにセルビアのFKベジャニヤを経て、2008シーズンにロシア・ファーストディビジョンのFCロストフに移籍した。ロストフでは加入初年度にリーグ優勝およびプレミアリーグ昇格に貢献した。2010年南アフリカW杯に向けたメキシコとの親善試合ではスイスでプレーする金功榛とともに代表に選ばれチームの重要な役割を担った。

## 所属クラブ
- 2004-2007  4・25体育団
- 2007-2008  FKベジャニヤ
- 2008-2010  FCロストフ
- 2011-  4・25体育団

## 代表歴

### 出場大会
- 北朝鮮代表
  - 2010 FIFAワールドカップ

### 試合数
- 国際Aマッチ 15試合 13得点（2002年-2011年）[1]

| 北朝鮮代表 | 国際Aマッチ | 国際Aマッチ |
| 年         | 出場        | 得点        |
| ---------- | ----------- | ----------- |
| 2002       | 1           | 0           |
| 2003       | 10          | 0           |
| 2004       | 5           | 4           |
| 2005       | 8           | 5           |
| 2006       | 0           | 0           |
| 2007       | 3           | 0           |
| 2008       | 9           | 4           |
| 2009       | 5           | 0           |
| 2010       | 7           | 0           |
| 2011       | 3           | 0           |
| 通算       | 51          | 13          |

## タイトル
- FCロストフ
  - ロシア・ファーストディビジョン：2008